# Härslöv
Härslöv är en tätort i Landskrona kommun och kyrkby i Härslövs socken i Skåne med omkring 400 invånare.
Norr om Härslöv i Viarp  finns Enoch Thulins flygplats

## Befolkningsutveckling
| Befolkningsutvecklingen i Härslöv 1960–2020 | Befolkningsutvecklingen i Härslöv 1960–2020 | Befolkningsutvecklingen i Härslöv 1960–2020 | Befolkningsutvecklingen i Härslöv 1960–2020 | Befolkningsutvecklingen i Härslöv 1960–2020 |
| ------------------------------------------- | ------------------------------------------- | ------------------------------------------- | ------------------------------------------- | ------------------------------------------- |
|                                             |                                             |                                             |                                             |                                             |
| År                                          |                                             |                                             | Folkmängd                                   | Areal (ha)                                  |
| 1960                                        | 1960                                        |                                             | 263                                         |                                             |
| 1965                                        | 1965                                        |                                             | 301                                         |                                             |
| 1970                                        | 1970                                        |                                             | 406                                         |                                             |
| 1975                                        | 1975                                        |                                             | 452                                         |                                             |
| 1980                                        | 1980                                        |                                             | 453                                         |                                             |
| 1990                                        | 1990                                        |                                             | 436                                         | 36                                          |
| 1995                                        | 1995                                        |                                             | 407                                         | 36                                          |
| 2000                                        | 2000                                        |                                             | 386                                         | 36                                          |
| 2005                                        | 2005                                        |                                             | 401                                         | 36                                          |
| 2010                                        | 2010                                        |                                             | 382                                         | 36                                          |
| 2015                                        | 2015                                        |                                             | 395                                         | 39                                          |
| 2020                                        | 2020                                        |                                             | 410                                         | 39                                          |
|                                             |                                             |                                             |                                             |                                             |

## Samhället
Här finns Härslövs kyrka och ett 200-tal bostadshus. Här finns även ett folkets hus samt ett utomhusbad som är öppet för allmänheten.